# たった一人の私の味方
『たった一人の私の味方』（たったひとりの わたしのみかた、原題：하나뿐인 내편）は、2018年9月15日から2019年3月17日まで放送された韓国放送公社（KBS）の連続テレビドラマ。1話約40分を毎週土曜日と日曜日の午後7時55分から2話ずつすなわち1週間に4話ずつ放送するようになった人気放送枠の作品で全106話である。最高視聴率は49.4%を記録した。キム・サギョンが脚本を書き、ホン・ソックが演出し、主人公である強盗殺人罪で服役した男をチェ・スジョン、その実の娘役をユイ、ユイの相手役をイ・ジャンウが演じた。

## あらすじ
キム・ヨンフンは妻の医療費のために貸金業者に金を借りに行って、札束を奪って逃げた際に殺人事件を引き起こして服役する。病床にあった妻は亡くなり、一人残された幼い娘ドランは、ヨンフンの信頼する弟分ドンチョルが引き取る。27年後、特赦で出所したヨンフンは、ドンチョルと再会するが、娘ドランとは会おうとせず、入水自殺を図り、通りかかった神父に救われ、その教会でカン・スイルと名乗って働き始め、しばらくしてその神父の紹介で大手食品会社ボム＆フードの会長家の住み込みの運転手になる。
一方ドランはドンチョルとその妻の間で成長する。ドンチョル一家の生活が苦しいためドランは法曹への夢を断念し、アルバイトをしながら就職活動をしている。ドランは養母によって実の娘ではないと知らされ、一家が動揺するうちに養父ドンチョルが交通事故で死ぬ。やさしかった養父を失い、常々ドランを邪険にしていた養母に家を追い出され、一人で生活を始めたドランは就職試験の最終面接会場に向かう途中、ドランを妹だと言い張る見知らぬ高齢女性につかまり受験の機会を失う。ところが親切心で保護してやったその人がドランの最終面接試験を受けそこなった会社ボム＆フードの会長の母と分かり、ドランを気に入った会長の指示で、正社員として入社し秘書室に配属される。
勤務開始早々ドランは、以前偶然に数回出くわし、詐欺師で変態だと非難をあびせ、怒りにまかせてその頭をトイレのごみ箱でたたいた因縁の男と会社で遭遇するが、その男デリュクは詐欺師ではなくボム＆フードの会長の息子で会社の有能な本部長であることが分かる。ドランはデリュクが訴えるめまいが自分のせいだと思って、たおれたデリュクに人工呼吸までしかけたのに、デリュクの冗談だったと知り、あいそをつかすが、デリュクはドランに対して胸の高まりを覚えるようになる。
会長の母は精神的な発作を起こすと、亡くなっている妹のミョンヒを探し、会長の妻や孫の新妻ダヤを恨むべき相手と勘違いして暴行を働き、唯一落ち着かせることの出来る妹役のドランが深夜にも呼ばれるようになる。ドランが会長宅にやって来るようになると、写真で成長したドランの顔を知っていたスイルは自分の前科やドランが実の娘であることが露見する危険を恐れ、運転手をやめてドランに累が及ばないようにしようと考えるが、ドランの孤独を知り、思い直して近くでドランを見守ることにする。
一方ドランの養母は不動産の契約詐欺にひっかかって夫の遺産を無くし、以前はドランに対して他人だと言い放ったにもかかわらず、ドランの就職を知ると娘のミランと共にドランが借りた小さい部屋にころがり込んで来る。ドランは実父とは知らないままスイルと徐々に親しくなり、養母の身勝手に苦しむ気持ちをスイルに吐露して相談するまでになる。
デリュクは見合い相手と付き合うことをやめて、積極的にドランの好意を得ようとする。デリュクの弟の妻ダヤがドランを侮辱すると、デリュクがかわりに謝罪し、その後デリュクの真剣な愛の告白をドランが受け入れ二人は付き合うようになる。ダヤから二人のことを聞いた会長の妻は二人の交際に強く反対するが、会長は二人を認め、二人は結婚式を挙げる。
ドランの親友の祖母でかつてドランの両親の住まいの大家だった人から、実父が生きていると明かされ、それが親しくしているカン運転手だとドランが知る。ドランはDNA鑑定で確かめる。ドランが父娘関係を知ったことをスイルも知り、黙って去ろうとするが、ドランが呼び止め、互いに父娘として初めて対する。ドランは問いつめず、今まで通りにしようとする。ドランは会長の母の対応のために会社を辞める。ドランの養母ヤンジャはドランの養育の対価を要求して会長の母からもらった3億ウォンをまた詐欺にあって無くす。郵便受けに金を入れる男がスイルだと目撃したヤンジャはスイルを問い詰める。スイルが答えに窮するところにドランがやって来てスイルが実父であることをヤンジャに明かす。
ドランとスイルが腕を組んで仲良く市場で買物をしている姿を目撃したダヤは、二人の関係を疑い、ドライブレコーダーを再生し、DNA鑑定して二人が父娘であることを知り、しゅうとである会長だけに知らせる。会長はスイルを辞職させて事を収めようとするが、次々に話がもれて、話を聞いたドランのしゅうとめが二人にだまされたと激怒してドランを家から追い出す。寒中に道でたおれたドランが通りがかりの青年に助けられたり、ドランが一度もどってまた追い出されたり、会長夫婦が離婚しそうになったり、スイルの小さな新居にドラン夫婦と会長の母が行ってしまったりするが、結局ドランは会長家に戻る。
ドランの義理の妹ミランは偶然が重なってたびたび出くわす男とアルバイト先のパソコン喫茶で出会う。ミランはその男のやさしさにひかれ、親しくなり、つきあうようになる。男はミランが自分のことを無職と思いこんでいることをしいて否定しないでいたが、ミランが別れをきりだすと歯科医のゴレだと明かすがミランは信じない。しかしゴレを忘れられないミランが提案して二人は結婚しないことを前提とする契約恋愛を始める。ミランは母からゴレがほんとうに歯科医であることを聞き、結婚を躊躇していたゴレも結婚を決意して、二人はゴレの母と叔母に会いに行く。突然ミランを紹介されたゴレの母ホンシルと叔母ホンジュはゴレをゲイだと勘違いしているために驚愕する。ゴレの母はミランの母が店の従業員のヤンジャと知って驚くが、息子がゲイだということを隠したい一心で結婚に反対しない。しかし非常識でさんざんあきれさせた、ドランの養母ヤンジャが両家の顔あわせの場にミランの母として現れ、一同驚き、顔あわせにならない。それでも母が反対するなら結婚しないが、ミランでなければ一生結婚しないというゴレの気持ちを聞いたゴレの母が話をすすめて、二人は結婚式を挙げる。その後、ゴレのゲイの相手と思っていた男に娘が2人いることを知ったゴレの母は今まで勘違いしていたことをさとると、それまで優しく扱っていた嫁のミランに対する態度を一変させて冷たく当たるようになるが、ミランの母に表ざたにすると言って反撃されると謝罪する。
年が離れた高齢のアメリカ人の夫を亡くして、多額の遺産を相続したホンジュは韓国に戻って来て、姉のホンシルの家に滞在しているが、偶然出会ったスイルが亡夫に似ていることから強くひかれ、スイルと近づきになろうとする。殺人の前科を隠して暮らしているスイルはとまどって、ホンジュを避ける。しかしホンジュが教会でパン作りの奉仕を手伝うようになり、徐々にスイルも気持ちが動く。ホンジュの姉の友人の家でスイルが運転手をしていることを知っても、ホンジュはスイルから離れられない。スイルが運転手をやめて引っ越すと、一人暮らしのスイルの部屋にホンジュがやって来るようになる。
スイルがパンの移動販売を始めると、刑務所で弟分だったドンウォンが恩返しとしてスイルにパン店を開業させるが、ドンウォンが口をすべらしたことが発端となって、ドランは父が殺人罪で服役したことを知り、デリュクに打ち明けて離婚を決める。ドランに前科を知られたスイルは入水自殺しようとしてドランに止められ、ドランをあきらめきれないデリュクは離婚を思いとどまり、ドランは婚家に戻る。
スイルの前科を調べた、ホンジュの元恋人がホンジュを恐喝すると、問われたスイルは重罪で服役したことをホンジュに打ち明け、ホンジュはアメリカに去ろうとするが、別れられずに二人で生活を始め、結婚を決める。ところが伯父から父の殺害犯がスイルであることを教えられたダヤが二人の結婚式の最中に式場にかけつけて、スイルが父を殺した犯人だと明らかにする。ホンジュとスイルは結婚できず、ドランとデリュクは離婚する。
会長の母を落ち着かせられるドランがいなくなったため、会長の母は施設に入るが、精神的な発作を抑えることが出来ず、会長はやむなくドランに母の世話を頼み、ドランが父の家で世話をすることになる。
めまいを起こして道でたおれたゴレが検査を受けると、ゴレは肝硬変の末期で肝臓移植をしなければ余命3か月から半年だと言われる。家族は肝臓移植の適合検査を受けるが、母ホンシル、叔母ホンジュ、妹ダヤ、妻ミランのいずれも移植に適さないと分かる。話を聞いたスイルは検査で適合することを調べ、肝臓の提供をホンシルに申し出る。スイルの申し出をホンシルは断るが、家族以外のドナーを待っていては手遅れになると医師に示唆され、夫殺害の犯人であるスイルに膝を屈して、息子のために肝臓の提供を頼む。スイルは家族提供者となるためにホンジュと婚姻届を出し、二人はスイルの家で同居する。移植手術は成功するが、肝臓を提供したスイルが目覚めない。
しばらくしてスイルが意識を回復し、ホンジュの妊娠が分かり、スイルの事件に疑問を持ったデリュクの働きで、事件で証言しその後ホームレスになっていた元貸金業者のヤン社長を自白に導き、スイルの事件が冤罪として報道される。一人去ろうとしていたスイルはホンジュの元に戻る。ドランと再び結婚しようとするデリュクはドランに拒否されると会社を辞めて国外に去ろうとするが、空港にかけつけたドランに引き留められる。二人は再び夫婦として会長宅で生活し、会長一家とのわだかまりを解く。

## 登場人物

### 主要人物
カン・スイル（改名前はキム・ヨンフン）〈50歳代中盤〉
演 - チェ・スジョン
娘ドランの父。強盗殺人罪で無期懲役刑を受ける。病身の妻を事件直後に亡くし、信頼する弟分ドンチョルに幼いドランを託す。27年間服役した後、特赦によって出所し、名前を本名のキム・ヨンフンからカン・スイルに変えて、過去を隠して生きる。神父ペトロの斡旋で、大手食品会社ボム＆フードの会長の家の運転手になる。
キム・ドラン〈28歳〉
演 - ユイ
ドンチョルとヤンジャの実の娘として育つ。法曹を目指すが、一家の生活が苦しいため断念し、ボム＆フードの秘書課勤務になる。
ワン・デリュク〈32歳〉
演 - イ・ジャンウ
ボム＆フードの会長の長男。ボム＆フードで本部長を務める。

### ワン・ジングクの周辺人物
ワン・ジングク
演 - パク・サンウォン
ボム＆フードの会長。
オ・ウニョン
演 - チャ・ファヨン
会長ジングクの妻。一家の運転手スイルが引き起こし無期懲役刑を受けた20数年前の事件の被害者未亡人であるホンシルとは小学校時代からの親友。
ワン・イリュク〈30歳〉
演 - チョン・ウヌ
会長ジングクの次男。デリュクの弟。料理人。のちにボム＆フードに入社する。
パク・クムビョン
演 - チョン・ジェスン
会長ジングクの母。孫より年下のドランを妹だと言い張り、認知症と診断される。(医学的に解離性同一性障害の症状を物語では認知症と表現している)
ヨジュ（ヨジュテク）
演 - キム・チュウォル
会長家のベテラン家政婦。
チョ（ミス・チョ）
演 - ファン・ヒョウン
会長家の家政婦。運転手としてやって来たスイルに一目ぼれする。
ホン秘書〈30歳〉
演 - キム・チャンフェ
会長秘書室勤務。
ヤン室長
演 - イ・スンヒョン
会長秘書室室長。
チャン・ソヨン〈30歳〉
演 - コ・ウリ
JSグループ会長の一人娘。

### ドランおよびドンチョルの周辺人物
キム・ドンチョル
演 - イ・ドゥイル
まだ幼いころからドランの実父キム・ヨンフンの弟分だった。ドランを実の娘として育てる。ヤンジャの夫。町で修理屋を営む。
ソ・ヤンジャ
演 - イム・イェジン
ドンチョルの妻。ドランの養母。実子ミランを甘やかす一方ドランを邪険に扱う。
キム・ミラン〈27歳〉
演 - ナ・ヘミ
ドンチョルとヤンジャの実子で、ドランの妹。勉強せずにアナウンサーを夢見る。
ソ・ヤンスン
演 - イ・ギョンシム
ヤンジャの妹。ピザ店の雇われ社長。
ユジン〈28歳〉
演 - イム・セジュ
ドランの親友。アルバイト仲間だった。
クモグ
演 - イ・ヨンイ
ユジンの祖母。今はスイルと名乗っているドランの実父ヨンフンの過去を知る人物。
ペトロ神父
演 - イ・サング
入水自殺を図ったヨンフンを助けた神父。
パク・ドンウォン
ヨンフン（スイル）が服役中に助けた弟分。
イ・テプン
演 - ソン・ウォンソク
スイルが営むパン店で働く。
ヤン・ヨンダル
演 - イ・ヨンソク
ヨンフン（スイル）が金を借りに行った貸金業の社長。

### ナ・ホンシルの周辺人物
ナ・ホンシル
演 - イ・ヘスク
ドランの実父が無期懲役刑になった事件の際に夫を殺された未亡人。ゴレとダヤの母。洋品店を経営している。ボム＆フードの会長夫人ウニョンとは小学校時代からの親友。
チャン・ゴレ〈32歳〉
演 - パク・ソンフン
ホンシルの息子。ダヤの兄。歯科医。
チャン・ダヤ〈28歳〉
演 - ユン・ジニ
ホンシルの娘。ゴレの妹。花屋を営む。イリュクと途中何度か不仲になりながら5年間交際して来た。
ナ・ホンジュ
演 - チン・ギョン
ホンシルの妹。資産家のアメリカ人と結婚してアメリカで暮らしていたが、未亡人になり韓国に帰って来る。
ピョン・テソク
ホンジュの元恋人。

## スタッフ
- 脚本：キム・サギョン（朝鮮語版）[7]
- 演出：ホン・ソック（朝鮮語版）[7]
- 企画：KBS[7]
- 制作：DK E&M[7]

## 日本での放送
日本では、2018年12月15日から2019年6月16日までCSチャンネルKBS Worldにて初めて放送。wowowオンラインにて2019年に全53話として配信された。以降、地上波では、韓流プレミアで2020年1月20日から4月17日まで全65話として放送された。

放送チャンネルによって、話数がオリジナルの話数と異なる事がある。
- KBS World：2018年12月15日[64] - 2019年6月16日[65]（毎週土・日 21時45分 - 23時00分）朝鮮語放送（日本語字幕付き）※二話連続放送
  - 同上：2018年12月16日[66] - 2019年6月22日 [67]（2018年12月16日から2019年3月31日迄[68]毎週土・日 19時40分 - 21時00分、2019年4月6日[69]から2019年6月22日迄毎週土・日 10時45分 - 12時00分）※再放送
  - 同上：2018年12月24日[70] - 2019年6月25日[71]（2018年12月24日から2019年3月26日迄[72]毎週月・火 12時10分 - 13時25分、2019年4月1日[73]から2019年6月25日迄毎週月・火 12時00分 - 13時20分）※再々放送
- WOWOW：2019年6月26日[74]- 2019年9月17日[75]（毎週月〜金 8時15分 - 9時30分）朝鮮語放送（日本語字幕付き）※53話版で放送
- テレビ東京：2020年1月20日 - 2020年4月17日（毎週月～金 8時15分 - 9時11分）二ヶ国語放送（日本語字幕付き）※65話版で放送
- テレビ大阪：2020年8月18日 - 2020年11月19日（毎週月～金 8時55分 - 9時55分）二ヶ国語放送（日本語字幕付き）※65話版で放送
- BSテレ東：2020年11月11日 - 2021年2月18日（毎週月～金 15時54分 - 17時00分）二ヶ国語放送（日本語字幕付き）※65話版で放送
  - 同上：2021年8月19日 - 2021年11月17日（毎週月〜金 8時53分 - 9時54分）※再放送
- アジアドラマチックTV：2021年2月21日[76] - 2021年8月22日[77]（毎週日 11時30分 - 13時00分、13時30分 - 15時00分）朝鮮語放送（日本語字幕付き）※53話版で放送、二話連続放送（2021年8月22日は一話放送）
  - 同上：2021年2月27日 - 2021年8月28日（毎週土 13時00分 - 14時30分、15時30分 - 17時00分）※再放送（2021年8月28日は一話放送）
  - 同上：2021年8月26日 - 2021年11月12日（毎週火〜土 3時30分 - 5時00分（毎週月〜金 27時30分 - 29時00分））※再々放送
- TVQ九州放送：2021年3月17日 - 2021年6月16日（毎週月～金 8時00分 - 9時00分）二ヶ国語放送（日本語字幕付き）※65話版で放送
- テレビ愛知：2021年3月23日 - 2021年6月3日（毎週月～金 8時15分 - 9時30分）二ヶ国語放送（日本語字幕付き）※53話版で放送
- テレビ北海道：2021年7月1日 - 2021年10月1日（毎週月〜金 8時00分 - 8時56分）二ヶ国語放送（日本語字幕付き）※65話版で放送
- テレビせとうち：2021年7月9日 - 2021年10月13日（毎週月〜金 8時00分 - 8時55分）二ヶ国語放送（日本語字幕付き）※65話版で放送予定

### 日本語吹き替え版の声優
- カン・スイル / キム・ヨンフン：西垣俊作[78]
- キム・ドラン：新田恵海[78]
- ワン・デリュク：荻原秀樹[78]
- ワン・イリュク：おおしたこうた[78]
- チャン・ダヤ：高宮彩織[78]
- キム・ミラン：北村幸子[78]
- キム・ドンチョル：御子神孝次[78]
- ソ・ヤンジャ：井上カオリ[78]
- ワン・ジングク：菊池康弘[78]
- オ・ウニョン：笹島かほる[78]
- パク・クムビョン：北林早苗[78]
- ヨジュ（ヨジュテク）：北川ゆめ[78]
- チョ（ミス・チョ）：小林明日香[78]
- ホン秘書：佐々木祐介[78]
- ヤン室長：高橋ちんねん[78]
- チャン・ソヨン：佐藤はな[78]
- ソ・ヤンスン：北崎ひとみ[78]
- ユジン：高木友梨香[78]
- クモグ：水口まつり[78]
- ペトロ神父：比嘉良介[78]
- パク・ドンウォン：川端快彰[78]
- イ・テプン：峰 晃弘[78]
- ヤン・ヨンダル：佐々木祐介[78]
- ナ・ホンシル：浅井晴美[78]
- チャン・ゴレ：庄司 然[78]
- ナ・ホンジュ：兼田めぐみ[78]
- ピョン・テソク：山下大毅[78]

## 評価
視聴率が最高49.4%を記録した。2018年のKBS演技大賞でヒロインの実父役チェ・スジョンと、ヒロインの相手役デリュクの母を演じたチャ・ファヨンが、それぞれ男性と女性の最優秀賞を受賞し、脚本を書いたキム・サギョンが作家賞を受賞した。